# NGC 6884
NGC 6884 es una nebulosa planetaria en la constelación de Cygnus de magnitud aparente +12,5. La distancia a la que se encuentra varía entre 4600 y 15 700 años luz según la fuente consultada, pudiéndose adoptar la distancia de 6500 años luz como valor medio entre las distintas distancias publicadas.
La imagen de la nebulosa muestra un brillante núcleo elíptico con dos lóbulos de emisión de intensidad diferente, orientados aproximadamente en dirección este-oeste, rodeados por un halo extendido de unos 70 segundos de arco de tamaño. Las imágenes en alta resolución demuestran que la nebulosa es extremadamente grumosa y filamentosa, y que posee un caparazón central elíptico. Todos los datos concuerdan con que las espirales representan dos flujos bipolares con una velocidad de expansión constante de unos 55 km/s, pero existiendo un movimiento de precesión cuyo período es uno de los más cortos que se conocen.
La estrella central, de magnitud de 15,6, tiene una temperatura efectiva aproximada de 100 000 K. Las determinaciones de los contenidos de distintos elementos químicos sugieren un enriquecimiento en carbono, nitrógeno y neón, y un empobrecimiento en cloro y azufre.
Este objeto tiene una entrada doble en el catálogo NGC: como NGC 6884 y como NGC 6766. Esta nebulosa fue descubierta en el año 1883.